# Pastown
パスタウン(Pastown)とは、クレジットカード会社が株式会社パスモと提携し発行するクレジットカードである。

## 概要
パスモが発行するPASMOのオートチャージに対応したクレジットカードである。クレジットカード専用の「Pastownカード」と、PASMOを搭載した「パスタウンPASMOカード」の2つの種類が発行されている。

## 種類
| 種類                  | 提携会社       | 国際ブランド | PASMO |
| --------------------- | -------------- | ------------ | ----- |
| Pastownカード         | ジェーシービー | JCB          | 単体  |
| Pastownカード         | 三井住友カード | VISA         | 単体  |
| Pastownカード         | 三井住友カード | MasterCard   | 単体  |
| Pastownカード         | 三菱UFJニコス  | VISA         | 単体  |
| Pastownカード         | 三菱UFJニコス  | MasterCard   | 単体  |
| パスタウンPASMOカード | ジェーシービー | JCB          | 一体  |
| パスタウンPASMOカード | 三井住友カード | VISA         | 一体  |
| パスタウンPASMOカード | 三菱UFJニコス  | VISA         | 一体  |